# Atyria osera
Atyria osera là một loài bướm đêm trong họ Geometridae.